# ديوك إلينغتون
إدوارد كينيدي «ديوك» إلنغتون (بالإنجليزية: Duke Ellington)‏ (29 من أبريل 1899م – 24 من مايو 1974م) مُلحِّنًا، وعازف بيانو، وقائد فرقة بيج باند. كتب إلينغتون ما يزيد عن 1000 مقطوعة موسيقية. ويرى بوب بلومنتال من جريدة بوسطن غلوب (The Boston Globe) عام 1999، «في القرن منذ ولادته، إنه لا يوجد مُلحنًا أعظم، سواء كان أمريكيًا أو غير ذلك، من إدوارد كينيدي إلينغتون.»
كشخصيةٍ رئيسيةٍ في تاريخ موسيقى الجاز، امتدت موسيقى إلينغتون إلى أنواع أخرى مختلفة تشمل بلوز وجوسبل (نوع موسيقى مسيحية) والموسيقى التصويرية والشعبية والكلاسيكية. امتدت مسيرته لأكثر من 50 عامًا واشتملت قيادته للأوركسترا الخاصة به، وتلحين كتاب قصائد غنائية لا ينضب، وسجل الأفلام، وتلحين المسرحيات الغنائية، وجولات العالم. وتم تحويل العديد من أعماله الموسيقية إلى أغاني أصبحت معايير في عالم الغناء. وينظر إليه الجميع بوجه عام باعتبار أنه رفع تصور موسيقى الجاز إلى شكل من أشكال الفن على قدم المساواة مع غيرها من الأنواع التقليدية من الموسيقى بسبب استخدامه الإبداعي للأوركسترا أو بيج باند، وبفضل بلاغته وجاذبيته غير العادية. وقد ازدادت سمعته عقب وفاته ومنحه مجلس جائزة بوليتزر الشرفية الخاصة بعد وفاته عام 1999.
سمّى إلينغتون موسيقاه «الموسيقى الأمريكية» بدلًا من موسيقى الجاز، وأحَب أن يصف أولئك الذين يعجبون به «خارج الفئة.» وهذا يشمل العديد من الموسيقيين الذين كانوا أعضاء فرقته، ويُعد بعضهم من بين الأفضل في موسيقى الجاز في حد ذاتها، ولكن يُعد إلينغتون من خلط بينهم في واحدة من أشهر مجموعات أوركسترا موسيقى الجاز في تاريخ موسيقى الجاز. ويلحن في كثير من الأحيان خصيصًا لنمط ومهارات هؤلاء الأفراد، مثل «بلوز جيب» (Jeep's Blues) لجوني هودجز، و«حفلة موسيقية لأجل كوتي» لكوتي ويليامز (Cootie Williams)، التي أصبحت فيما بعد «لا تفعل شيئًا حتى تسمع مني» (Do Nothing Till You Hear from Me) مع كلمات بوب راسيل (Bob Russell)، و«موكي» (The Mooche) لتريكي سام نانتون (Tricky Sam Nanton) وببر ما يلي (Bubber Miley). كما سجل أيضًا أغاني كتبها رجال فرقته، مثل أغنية جوان تيزول (Juan Tizol) وهي "Caravan" و"Perdido"التي أحضرت «تينج الإسباني» (Spanish Tinge) إلى موسيقى جاز بيج باند. ظل العديد من أعضاء الاوركسترا هناك لعدة عقود. بعد عام 1941 تعاون كثيرًا مع الملحن وعازف البيانو بيلي سترايهورن (Billy Strayhorn) الذي سمَّاه «كاتب ومنظم الموسيقى المصاحب» الخاص به. سجّل إلينغتون للعديد من شركات التسجيل الأمريكية، وظهر في العديد من الأفلام.
قاد إلينغتون فرقته منذ عام 1923 حتى وفاته عام 1974. قاد ابنه ميرسر إلينغتون، الذي تولى جميع الأمور الإدارية لأعمال أبيه لعدة عقود، الفرقة حتى وفاته في عام 1996. في تلك المرحلة تفككت الفرقة. حافظ باول إلينغتون ابن ميرسر الأصغر والوصي على ملكية ديوك إلينغتون  على استمرار أوركسترا ديوك إلينغتون منذ وفاة ميرسر.

## وصلات خارجية
- ديوك إلينغتون على موقع IMDb (الإنجليزية)
- ديوك إلينغتون على موقع الموسوعة البريطانية (الإنجليزية)
- ديوك إلينغتون على موقع مونزينجر (الألمانية)
- ديوك إلينغتون على موقع ميوزك برينز (الإنجليزية)
- ديوك إلينغتون على موقع قاعدة بيانات برودواي على الإنترنت (الإنجليزية)
- ديوك إلينغتون على موقع قاعدة بيانات برودواي على الإنترنت (الإنجليزية)
- ديوك إلينغتون على موقع إن إن دي بي (الإنجليزية)
- ديوك إلينغتون على موقع أول ميوزيك (الإنجليزية)
- ديوك إلينغتون على موقع ديسكوغز (الإنجليزية)
- ديوك إلينغتون على موقع قاعدة بيانات الفيلم (الإنجليزية)